# Juniperus deppeana
Espèce
Statut de conservation UICN

 LC  : Préoccupation mineure
Juniperus deppeana, appelé communément genévrier alligator ou genévrier à écorce d'alligator, est une espèce de plante nord-américaine de la famille des Cupressaceae.

## Description

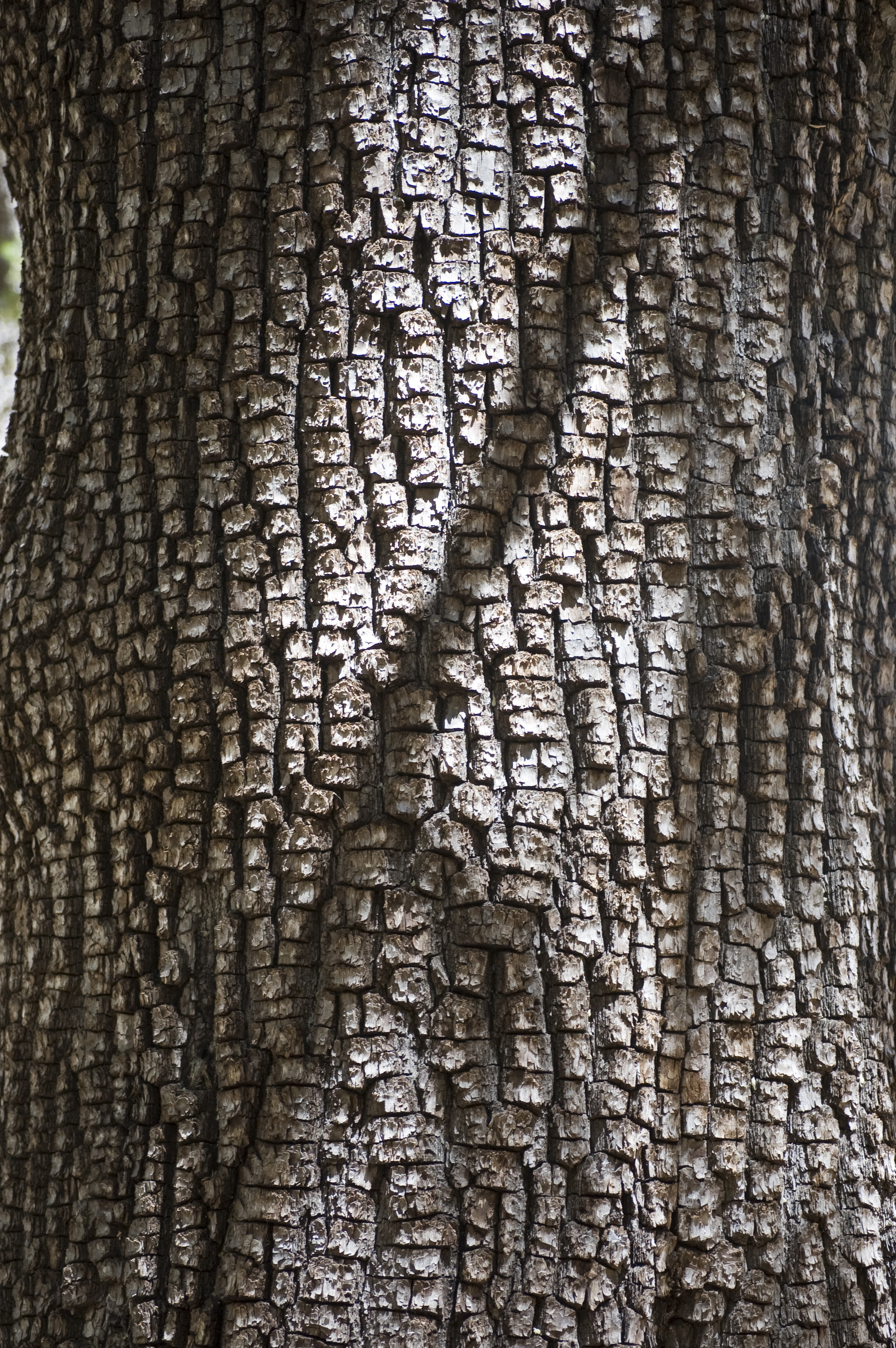
Écorce de Juniperus deppeana

Juniperus deppeana est un arbre ou un arbuste à feuilles persistantes qui atteint une hauteur d'environ 10 à 15 mètres (rarement jusqu'à 21) et un diamètre à hauteur de poitrine de 25 à 120 centimètres. La cime est large et irrégulièrement conique. Les arbres ont un tronc relativement court et solide. Les branches atteignent un diamètre d'environ 1 millimètre.
Juniperus deppeana est nommé d'après l'écorce de couleur brun rougeâtre foncé à noirâtre, qui rappelle la peau des alligators en raison de son écaillage rectangulaire régulier. Elle mesure entre 2,5 et 10 cm d'épaisseur. Les écailles atteignent un diamètre de 2,5 à 5 cm. Les couches d'écorce plus profondes sont de couleur brun rougeâtre à violette. Les fines branches ont une écorce bleu-vert pâle qui devient brun rougeâtre clair après la chute des aiguilles.
Le duramen jaune clair, parfois avec des rayures rouges, diffère en couleur de l'aubier étroit blanchâtre. Le bois est léger, doux, densément fibreux, durable et cassant. La densité apparente est donnée à 0,453 ou 0,58 g/cm3 selon la source.
Juniperus deppeana forme des feuilles aciculaires et écailleuses. Les feuilles squameuses indistinctement carénées mesurent 1 à 3 mm de long et ont une couleur vert bleuâtre. Deux ou trois d'entre elles se tiennent sur la branche et se chevauchent. Elles ont une extrémité émoussée ou pointue et une glande ponctuelle. Les feuilles en forme d'aiguille qui sont carénées sur la face inférieure sont plus longues que les feuilles écailleuses et viennent soudainement à une tête. On peut les trouver principalement sur les jeunes arbres. Il y en a deux ou trois sur la branche.
Juniperus deppeana est dioïque et anémophilie, mais les arbres occasionnels sont monoïques. La période de floraison s'étend de janvier à mars. Les fleurs mâles d'environ 3 mm de long sont charnues et se composent de 10 à 12 étamines écailleuses. Les ovules des cônes femelles sont situés sur les écailles ovoïdes et pointues. Les cônes initialement bleu-gris, de 8 à 12 mm de large, en forme de baies ne sont mûrs que la deuxième année de septembre à décembre, puis brun rougeâtre et blanc givré. Chaque cône contient de 3 à 5 graines brunes d'environ 5 mm. Les graines sont un peu aplaties sur un ou deux côtés. Le poids de mille pollens est d'environ 35,71 grammes.
Cette espèce de genévrier a un nombre chromosomique de 2n = 22.

## Répartition

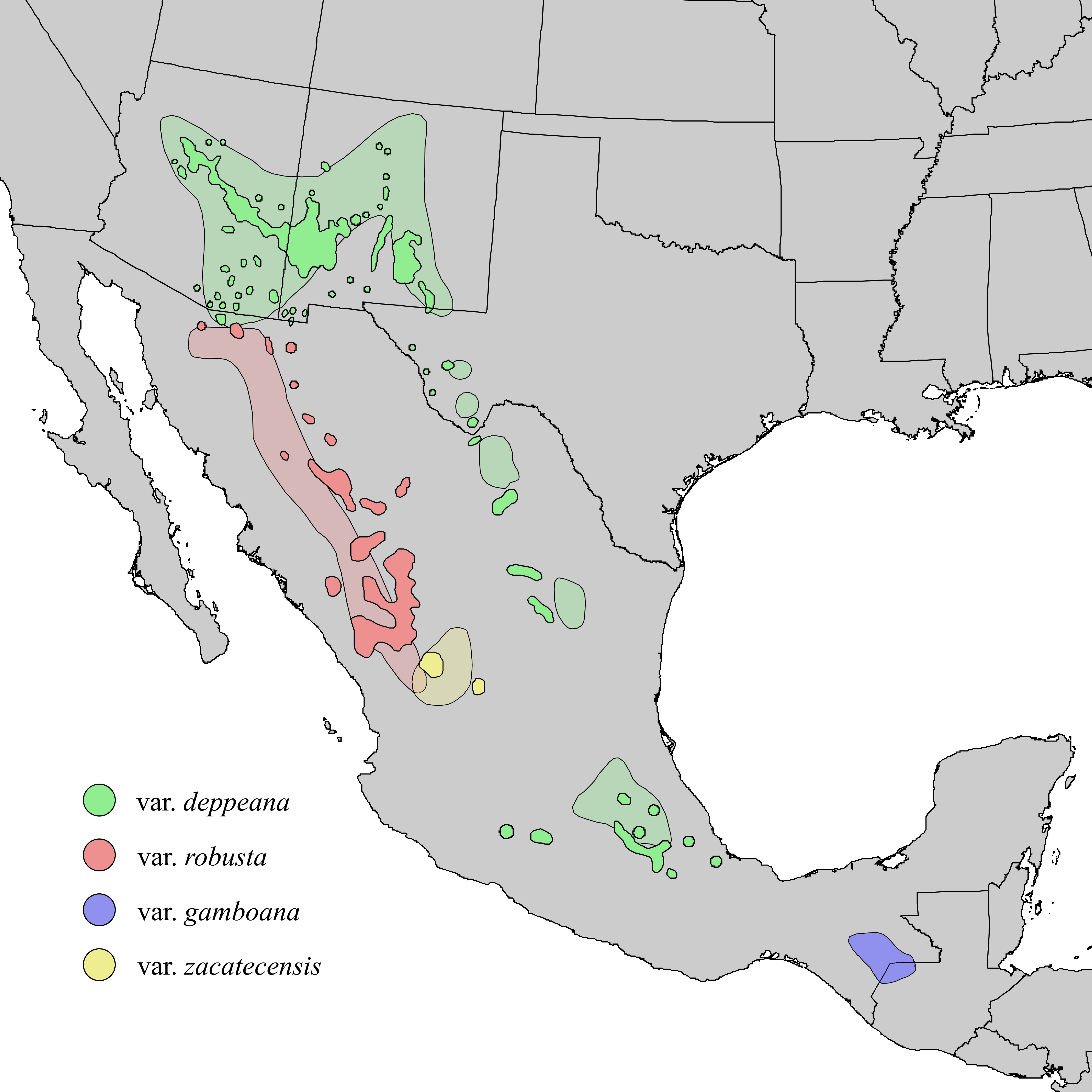
Aire de répartition des sous-espèces de Juniperus deppeana

L'aire de répartition naturelle de Juniperus deppeana , y compris ses variétés, se situe principalement dans le sud-ouest et le centre-sud des États-Unis et dans le nord du Mexique. Il s'étend des montagnes du centre et du sud de l'Arizona au sud-ouest du Nouveau-Mexique et au sud du Texas jusqu'aux provinces mexicaines de Sonora, Chihuahua et Coahuila. De plus, cette espèce est présente dans des zones isolées du centre du Mexique, également dans le sud du Mexique et au Guatemala voisin.
Le genévrier alligator colonise principalement les sols calcaires secs principalement à des altitudes de 1 330 à 2 660 m.
On le trouve rarement dans les collections européennes.

## Sous-espèces
Juniperus deppeana comprend les sous-espèces suivantes :
- Juniperus deppeana var. deppeana (Syn. : Juniperus deppeana var. pachyphlaea), la sous-espèce la plus commune, a trois formes :
  - Juniperus deppeana var. deppeana f. elongata est une forme de croissance dispersée dans les montagnes Davis de la région de Trans-Pecos, au Texas.
  - Juniperus deppeana var. deppeana f. sperryi est décrite dans d'autres sources comme la variété Juniperus deppeana var. sperryi. Cette forme n'est connue que dans trois stocks dans les montagnes Davis de la région de Trans-Pecos, au Texas et peut-être avec une découverte dans l'État mexicain de Sonora. La forme a une écorce sillonnée qui se sépare en bandes.
  - Juniperus deppeana var. deppeana f. zacatecensis est aussi décrite comme Juniperus deppeana var. zacatecensis. On le trouve dans les États mexicains de Zacatecas, Durango et Aguascalientes. Cette forme se trouve dans les paysages forestiers et les zones herbeuses sur les collines avec les chênes, les pins, les pins à pignons et d'autres genévriers. L'aire de répartition est limitée à des altitudes comprises entre 1 980 et 2 470 m.
- Juniperus deppeana var. gamboana est répandu dans l'État mexicain du Chiapas et au Guatemala, dans le département de Huehuetenango. Dans les montagnes du Chiapas, cette variété colonise les sols calcaires des forêts de pins, de chênes et de genévriers à des altitudes de 1 670 à 2 200 m. Au Guatemala, on peut trouver ce genévrier sur des pentes calcaires dans la Sierra de los Cuchumatanes à des altitudes de Modèle:Unité 1920 à 2140 m.
- Juniperus deppeana var. patoniana est présent dans le nord de l'État de Sonora et dans l'État de Durango au Mexique.
- Juniperus deppeana var. robusta est présent dans les États mexicains de Sonora, Chihuahua, Durango et Zacatecas. Cette variété mesure entre 10 et 25 m de haut et l'écorce entre 2 et 4 cm d'épaisseur.
- Juniperus deppeana var. Sperryi est très rare dans l'ouest du Texas. L'écorce est sillonnée, non carrée, les rameaux pendants ; peut-être un hybride avec Juniperus flaccida (en).

## Écologie
Il se rencontre souvent avec des espèces de pins comme Pinus edulis, Pinus monophylla, Pinus ponderosa, Pinus leiophylla, des espèces de chêne (Quercus) et d'autres espèces de genévrier. Il est aussi en association avec Cercocarpus breviflorus, Astragalus hypoxylus (en), Lycium pallidum, Fendlera rupicola (en).
Juniperus deppeana sert de plante hôte aux chenilles de Periploca atrata, Sphinx dollii, Callophrys gryneus.
Les cônes sont une nourriture pour des oiseaux comme le Geai des pinèdes et des mammifères, comme les rongeurs Neotoma albigula et Sigmodon ochrognathus.

## Utilisation
Le bois de genévrier alligator est utilisé comme combustible et pour la production de poteaux de clôture. Il ne peut être transformé en papier qu'après avoir été mélangé avec du bois d'autres types. Les cônes de baies servaient de nourriture à diverses tribus indiennes.